# Daydream Nation
| Críticas profissionais | Críticas profissionais |
| Avaliações da crítica  | Avaliações da crítica  |
| Fonte                  | Avaliação              |
| ---------------------- | ---------------------- |
| PopMatters             | [ 1 ]                  |
| Blender                | [ 2 ]                  |
| AllMusic               | [ 3 ]                  |
| Pitchfork Media        | [ 4 ]                  |
| Robert Christgau       | A                      |
| Rolling Stone          | [ 6 ]                  |

Daydream Nation é o quinto álbum de estúdio da banda americana de rock alternativo Sonic Youth. Foi lançado em outubro de 1988 pela Enigma Records nos EUA, e pela  Blast First no Reino Unido.
É amplamente considerado o magnum opus da banda e uma uma influência seminal para o rock alternativo, é uma das poucas obras de rock escolhidas pela Biblioteca do Congresso Americano para fazer parte da coleção do Registro Nacional de Gravações.

## Gravação
A banda escolheu o Green Studio em Nova Iorque para a gravação de Daydream Nation. O engenheiro do estúdio, Nick Sansano, estava mais acostumado a trabalhar com artistas do Hip-Hop. Sansano não conhecia muito sobre o Sonic Youth, mas estava ciente do som agressivo da banda, ele mostrou aos membros da banda seu trabalho nos discos "Black Steel in the Hour of Chaos" do Public Enemy e "It Takes Two" de Rob Base and DJ E-Z Rock. Mesmo com a preocupação de Sansano quanto a reação da grupo, os membros gostaram dos discos. O Sonic Youth agendou três semanas de gravação no Greene Street's Studio A que começaria em julho de 1988. Por $1000 o dia, era o maior preço pago pela banda por uma gravação até então, mas com a vantagem da proximidade de onde Kim Gordon, Thurston Moore, Lee Ranaldo e Steve Shelley moravam.

## Faixas
1. "Teen Age Riot" (letra/vocal Moore, Gordon na introdução) – 6:57
2. "Silver Rocket" (letra/vocal Moore) – 3:47
3. "The Sprawl" (letra/vocal Gordon) – 7:42
4. "'Cross the Breeze" (letra/vocal Gordon) – 7:00
5. "Eric's Trip" (letra/vocal Ranaldo) – 3:48
6. "Total Trash" (letra/vocal Moore) – 7:33
7. "Hey Joni" (letra/vocal Ranaldo) – 4:23
8. "Providence" (vocal Mike Watt) – 2:41
9. "Candle" (letra/vocal Moore) – 4:58
10. "Rain King" (letra/vocal Ranaldo) – 4:39
11. "Kissability" (letra/vocal Gordon) – 3:08
12. Trilogy: – 14:02
  - a) "The Wonder" (letra/vocal Moore) – 4:15
  - b) "Hyperstation" (letra/vocal Moore) – 7:13
  - z) "Eliminator Jr." (letra/vocal Gordon) – 2:37